# 1551
Portal Geschichte | Portal Biografien | Aktuelle Ereignisse | Jahreskalender | Tagesartikel

◄ |
15. Jahrhundert |
16. Jahrhundert
| 17. Jahrhundert | ►

◄ |
1520er |
1530er |
1540er |
1550er
| 1560er | 1570er | 1580er | ►

◄◄ |
◄ |
1547 |
1548 |
1549 |
1550 |
1551
| 1552 | 1553 | 1554 | 1555 | ► | ►►
Staatsoberhäupter  · Nekrolog   · Musikjahr
| Januar | Januar | Januar | Januar | Januar | Januar | Januar | Januar |
| Kw     | Mo     | Di     | Mi     | Do     | Fr     | Sa     | So     |
| ------ | ------ | ------ | ------ | ------ | ------ | ------ | ------ |
| 1      |        |        |        | 1      | 2      | 3      | 4      |
| 2      | 5      | 6      | 7      | 8      | 9      | 10     | 11     |
| 3      | 12     | 13     | 14     | 15     | 16     | 17     | 18     |
| 4      | 19     | 20     | 21     | 22     | 23     | 24     | 25     |
| 5      | 26     | 27     | 28     | 29     | 30     | 31     |        |

| Februar | Februar | Februar | Februar | Februar | Februar | Februar | Februar |
| Kw      | Mo      | Di      | Mi      | Do      | Fr      | Sa      | So      |
| ------- | ------- | ------- | ------- | ------- | ------- | ------- | ------- |
| 5       |         |         |         |         |         |         | 1       |
| 6       | 2       | 3       | 4       | 5       | 6       | 7       | 8       |
| 7       | 9       | 10      | 11      | 12      | 13      | 14      | 15      |
| 8       | 16      | 17      | 18      | 19      | 20      | 21      | 22      |
| 9       | 23      | 24      | 25      | 26      | 27      | 28      |         |

| März | März | März | März | März | März | März | März |
| Kw   | Mo   | Di   | Mi   | Do   | Fr   | Sa   | So   |
| ---- | ---- | ---- | ---- | ---- | ---- | ---- | ---- |
| 9    |      |      |      |      |      |      | 1    |
| 10   | 2    | 3    | 4    | 5    | 6    | 7    | 8    |
| 11   | 9    | 10   | 11   | 12   | 13   | 14   | 15   |
| 12   | 16   | 17   | 18   | 19   | 20   | 21   | 22   |
| 13   | 23   | 24   | 25   | 26   | 27   | 28   | 29   |
| 14   | 30   | 31   |      |      |      |      |      |

| April | April | April | April | April | April | April | April |
| Kw    | Mo    | Di    | Mi    | Do    | Fr    | Sa    | So    |
| ----- | ----- | ----- | ----- | ----- | ----- | ----- | ----- |
| 14    |       |       | 1     | 2     | 3     | 4     | 5     |
| 15    | 6     | 7     | 8     | 9     | 10    | 11    | 12    |
| 16    | 13    | 14    | 15    | 16    | 17    | 18    | 19    |
| 17    | 20    | 21    | 22    | 23    | 24    | 25    | 26    |
| 18    | 27    | 28    | 29    | 30    |       |       |       |

| Mai | Mai | Mai | Mai | Mai | Mai | Mai | Mai |
| Kw  | Mo  | Di  | Mi  | Do  | Fr  | Sa  | So  |
| --- | --- | --- | --- | --- | --- | --- | --- |
| 18  |     |     |     |     | 1   | 2   | 3   |
| 19  | 4   | 5   | 6   | 7   | 8   | 9   | 10  |
| 20  | 11  | 12  | 13  | 14  | 15  | 16  | 17  |
| 21  | 18  | 19  | 20  | 21  | 22  | 23  | 24  |
| 22  | 25  | 26  | 27  | 28  | 29  | 30  | 31  |

| Juni | Juni | Juni | Juni | Juni | Juni | Juni | Juni |
| Kw   | Mo   | Di   | Mi   | Do   | Fr   | Sa   | So   |
| ---- | ---- | ---- | ---- | ---- | ---- | ---- | ---- |
| 23   | 1    | 2    | 3    | 4    | 5    | 6    | 7    |
| 24   | 8    | 9    | 10   | 11   | 12   | 13   | 14   |
| 25   | 15   | 16   | 17   | 18   | 19   | 20   | 21   |
| 26   | 22   | 23   | 24   | 25   | 26   | 27   | 28   |
| 27   | 29   | 30   |      |      |      |      |      |

| Juli | Juli | Juli | Juli | Juli | Juli | Juli | Juli |
| Kw   | Mo   | Di   | Mi   | Do   | Fr   | Sa   | So   |
| ---- | ---- | ---- | ---- | ---- | ---- | ---- | ---- |
| 27   |      |      | 1    | 2    | 3    | 4    | 5    |
| 28   | 6    | 7    | 8    | 9    | 10   | 11   | 12   |
| 29   | 13   | 14   | 15   | 16   | 17   | 18   | 19   |
| 30   | 20   | 21   | 22   | 23   | 24   | 25   | 26   |
| 31   | 27   | 28   | 29   | 30   | 31   |      |      |

| August | August | August | August | August | August | August | August |
| Kw     | Mo     | Di     | Mi     | Do     | Fr     | Sa     | So     |
| ------ | ------ | ------ | ------ | ------ | ------ | ------ | ------ |
| 31     |        |        |        |        |        | 1      | 2      |
| 32     | 3      | 4      | 5      | 6      | 7      | 8      | 9      |
| 33     | 10     | 11     | 12     | 13     | 14     | 15     | 16     |
| 34     | 17     | 18     | 19     | 20     | 21     | 22     | 23     |
| 35     | 24     | 25     | 26     | 27     | 28     | 29     | 30     |
| 36     | 31     |        |        |        |        |        |        |

| September | September | September | September | September | September | September | September |
| Kw        | Mo        | Di        | Mi        | Do        | Fr        | Sa        | So        |
| --------- | --------- | --------- | --------- | --------- | --------- | --------- | --------- |
| 36        |           | 1         | 2         | 3         | 4         | 5         | 6         |
| 37        | 7         | 8         | 9         | 10        | 11        | 12        | 13        |
| 38        | 14        | 15        | 16        | 17        | 18        | 19        | 20        |
| 39        | 21        | 22        | 23        | 24        | 25        | 26        | 27        |
| 40        | 28        | 29        | 30        |           |           |           |           |

| Oktober | Oktober | Oktober | Oktober | Oktober | Oktober | Oktober | Oktober |
| Kw      | Mo      | Di      | Mi      | Do      | Fr      | Sa      | So      |
| ------- | ------- | ------- | ------- | ------- | ------- | ------- | ------- |
| 40      |         |         |         | 1       | 2       | 3       | 4       |
| 41      | 5       | 6       | 7       | 8       | 9       | 10      | 11      |
| 42      | 12      | 13      | 14      | 15      | 16      | 17      | 18      |
| 43      | 19      | 20      | 21      | 22      | 23      | 24      | 25      |
| 44      | 26      | 27      | 28      | 29      | 30      | 31      |         |

| November | November | November | November | November | November | November | November |
| Kw       | Mo       | Di       | Mi       | Do       | Fr       | Sa       | So       |
| -------- | -------- | -------- | -------- | -------- | -------- | -------- | -------- |
| 44       |          |          |          |          |          |          | 1        |
| 45       | 2        | 3        | 4        | 5        | 6        | 7        | 8        |
| 46       | 9        | 10       | 11       | 12       | 13       | 14       | 15       |
| 47       | 16       | 17       | 18       | 19       | 20       | 21       | 22       |
| 48       | 23       | 24       | 25       | 26       | 27       | 28       | 29       |
| 49       | 30       |          |          |          |          |          |          |

| Dezember | Dezember | Dezember | Dezember | Dezember | Dezember | Dezember | Dezember |
| Kw       | Mo       | Di       | Mi       | Do       | Fr       | Sa       | So       |
| -------- | -------- | -------- | -------- | -------- | -------- | -------- | -------- |
| 49       |          | 1        | 2        | 3        | 4        | 5        | 6        |
| 50       | 7        | 8        | 9        | 10       | 11       | 12       | 13       |
| 51       | 14       | 15       | 16       | 17       | 18       | 19       | 20       |
| 52       | 21       | 22       | 23       | 24       | 25       | 26       | 27       |
| 53       | 28       | 29       | 30       | 31       |          |          |          |

| Januar | Januar | Januar | Januar | Januar | Januar | Januar | Januar |
| Kw     | Mo     | Di     | Mi     | Do     | Fr     | Sa     | So     |
| ------ | ------ | ------ | ------ | ------ | ------ | ------ | ------ |
| 1      |        |        |        | 1      | 2      | 3      | 4      |
| 2      | 5      | 6      | 7      | 8      | 9      | 10     | 11     |
| 3      | 12     | 13     | 14     | 15     | 16     | 17     | 18     |
| 4      | 19     | 20     | 21     | 22     | 23     | 24     | 25     |
| 5      | 26     | 27     | 28     | 29     | 30     | 31     |        |

| Februar | Februar | Februar | Februar | Februar | Februar | Februar | Februar |
| Kw      | Mo      | Di      | Mi      | Do      | Fr      | Sa      | So      |
| ------- | ------- | ------- | ------- | ------- | ------- | ------- | ------- |
| 5       |         |         |         |         |         |         | 1       |
| 6       | 2       | 3       | 4       | 5       | 6       | 7       | 8       |
| 7       | 9       | 10      | 11      | 12      | 13      | 14      | 15      |
| 8       | 16      | 17      | 18      | 19      | 20      | 21      | 22      |
| 9       | 23      | 24      | 25      | 26      | 27      | 28      |         |

| März | März | März | März | März | März | März | März |
| Kw   | Mo   | Di   | Mi   | Do   | Fr   | Sa   | So   |
| ---- | ---- | ---- | ---- | ---- | ---- | ---- | ---- |
| 9    |      |      |      |      |      |      | 1    |
| 10   | 2    | 3    | 4    | 5    | 6    | 7    | 8    |
| 11   | 9    | 10   | 11   | 12   | 13   | 14   | 15   |
| 12   | 16   | 17   | 18   | 19   | 20   | 21   | 22   |
| 13   | 23   | 24   | 25   | 26   | 27   | 28   | 29   |
| 14   | 30   | 31   |      |      |      |      |      |

| April | April | April | April | April | April | April | April |
| Kw    | Mo    | Di    | Mi    | Do    | Fr    | Sa    | So    |
| ----- | ----- | ----- | ----- | ----- | ----- | ----- | ----- |
| 14    |       |       | 1     | 2     | 3     | 4     | 5     |
| 15    | 6     | 7     | 8     | 9     | 10    | 11    | 12    |
| 16    | 13    | 14    | 15    | 16    | 17    | 18    | 19    |
| 17    | 20    | 21    | 22    | 23    | 24    | 25    | 26    |
| 18    | 27    | 28    | 29    | 30    |       |       |       |

| Mai | Mai | Mai | Mai | Mai | Mai | Mai | Mai |
| Kw  | Mo  | Di  | Mi  | Do  | Fr  | Sa  | So  |
| --- | --- | --- | --- | --- | --- | --- | --- |
| 18  |     |     |     |     | 1   | 2   | 3   |
| 19  | 4   | 5   | 6   | 7   | 8   | 9   | 10  |
| 20  | 11  | 12  | 13  | 14  | 15  | 16  | 17  |
| 21  | 18  | 19  | 20  | 21  | 22  | 23  | 24  |
| 22  | 25  | 26  | 27  | 28  | 29  | 30  | 31  |

| Juni | Juni | Juni | Juni | Juni | Juni | Juni | Juni |
| Kw   | Mo   | Di   | Mi   | Do   | Fr   | Sa   | So   |
| ---- | ---- | ---- | ---- | ---- | ---- | ---- | ---- |
| 23   | 1    | 2    | 3    | 4    | 5    | 6    | 7    |
| 24   | 8    | 9    | 10   | 11   | 12   | 13   | 14   |
| 25   | 15   | 16   | 17   | 18   | 19   | 20   | 21   |
| 26   | 22   | 23   | 24   | 25   | 26   | 27   | 28   |
| 27   | 29   | 30   |      |      |      |      |      |

| Juli | Juli | Juli | Juli | Juli | Juli | Juli | Juli |
| Kw   | Mo   | Di   | Mi   | Do   | Fr   | Sa   | So   |
| ---- | ---- | ---- | ---- | ---- | ---- | ---- | ---- |
| 27   |      |      | 1    | 2    | 3    | 4    | 5    |
| 28   | 6    | 7    | 8    | 9    | 10   | 11   | 12   |
| 29   | 13   | 14   | 15   | 16   | 17   | 18   | 19   |
| 30   | 20   | 21   | 22   | 23   | 24   | 25   | 26   |
| 31   | 27   | 28   | 29   | 30   | 31   |      |      |

| August | August | August | August | August | August | August | August |
| Kw     | Mo     | Di     | Mi     | Do     | Fr     | Sa     | So     |
| ------ | ------ | ------ | ------ | ------ | ------ | ------ | ------ |
| 31     |        |        |        |        |        | 1      | 2      |
| 32     | 3      | 4      | 5      | 6      | 7      | 8      | 9      |
| 33     | 10     | 11     | 12     | 13     | 14     | 15     | 16     |
| 34     | 17     | 18     | 19     | 20     | 21     | 22     | 23     |
| 35     | 24     | 25     | 26     | 27     | 28     | 29     | 30     |
| 36     | 31     |        |        |        |        |        |        |

| September | September | September | September | September | September | September | September |
| Kw        | Mo        | Di        | Mi        | Do        | Fr        | Sa        | So        |
| --------- | --------- | --------- | --------- | --------- | --------- | --------- | --------- |
| 36        |           | 1         | 2         | 3         | 4         | 5         | 6         |
| 37        | 7         | 8         | 9         | 10        | 11        | 12        | 13        |
| 38        | 14        | 15        | 16        | 17        | 18        | 19        | 20        |
| 39        | 21        | 22        | 23        | 24        | 25        | 26        | 27        |
| 40        | 28        | 29        | 30        |           |           |           |           |

| Oktober | Oktober | Oktober | Oktober | Oktober | Oktober | Oktober | Oktober |
| Kw      | Mo      | Di      | Mi      | Do      | Fr      | Sa      | So      |
| ------- | ------- | ------- | ------- | ------- | ------- | ------- | ------- |
| 40      |         |         |         | 1       | 2       | 3       | 4       |
| 41      | 5       | 6       | 7       | 8       | 9       | 10      | 11      |
| 42      | 12      | 13      | 14      | 15      | 16      | 17      | 18      |
| 43      | 19      | 20      | 21      | 22      | 23      | 24      | 25      |
| 44      | 26      | 27      | 28      | 29      | 30      | 31      |         |

| November | November | November | November | November | November | November | November |
| Kw       | Mo       | Di       | Mi       | Do       | Fr       | Sa       | So       |
| -------- | -------- | -------- | -------- | -------- | -------- | -------- | -------- |
| 44       |          |          |          |          |          |          | 1        |
| 45       | 2        | 3        | 4        | 5        | 6        | 7        | 8        |
| 46       | 9        | 10       | 11       | 12       | 13       | 14       | 15       |
| 47       | 16       | 17       | 18       | 19       | 20       | 21       | 22       |
| 48       | 23       | 24       | 25       | 26       | 27       | 28       | 29       |
| 49       | 30       |          |          |          |          |          |          |

| Dezember | Dezember | Dezember | Dezember | Dezember | Dezember | Dezember | Dezember |
| Kw       | Mo       | Di       | Mi       | Do       | Fr       | Sa       | So       |
| -------- | -------- | -------- | -------- | -------- | -------- | -------- | -------- |
| 49       |          | 1        | 2        | 3        | 4        | 5        | 6        |
| 50       | 7        | 8        | 9        | 10       | 11       | 12       | 13       |
| 51       | 14       | 15       | 16       | 17       | 18       | 19       | 20       |
| 52       | 21       | 22       | 23       | 24       | 25       | 26       | 27       |
| 53       | 28       | 29       | 30       | 31       |          |          |          |

## Ereignisse

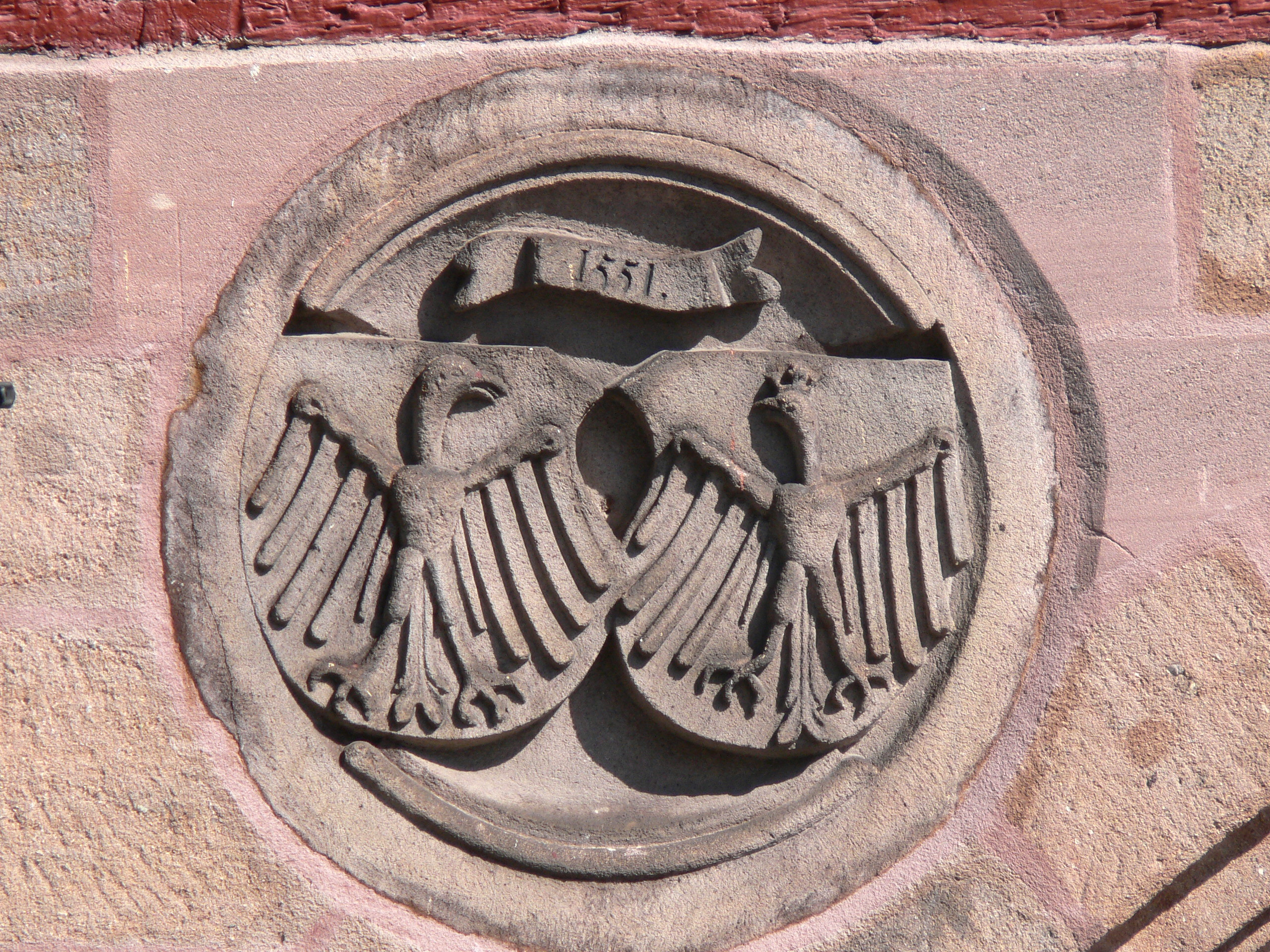
1551

### Politik und Weltgeschehen

#### Europa

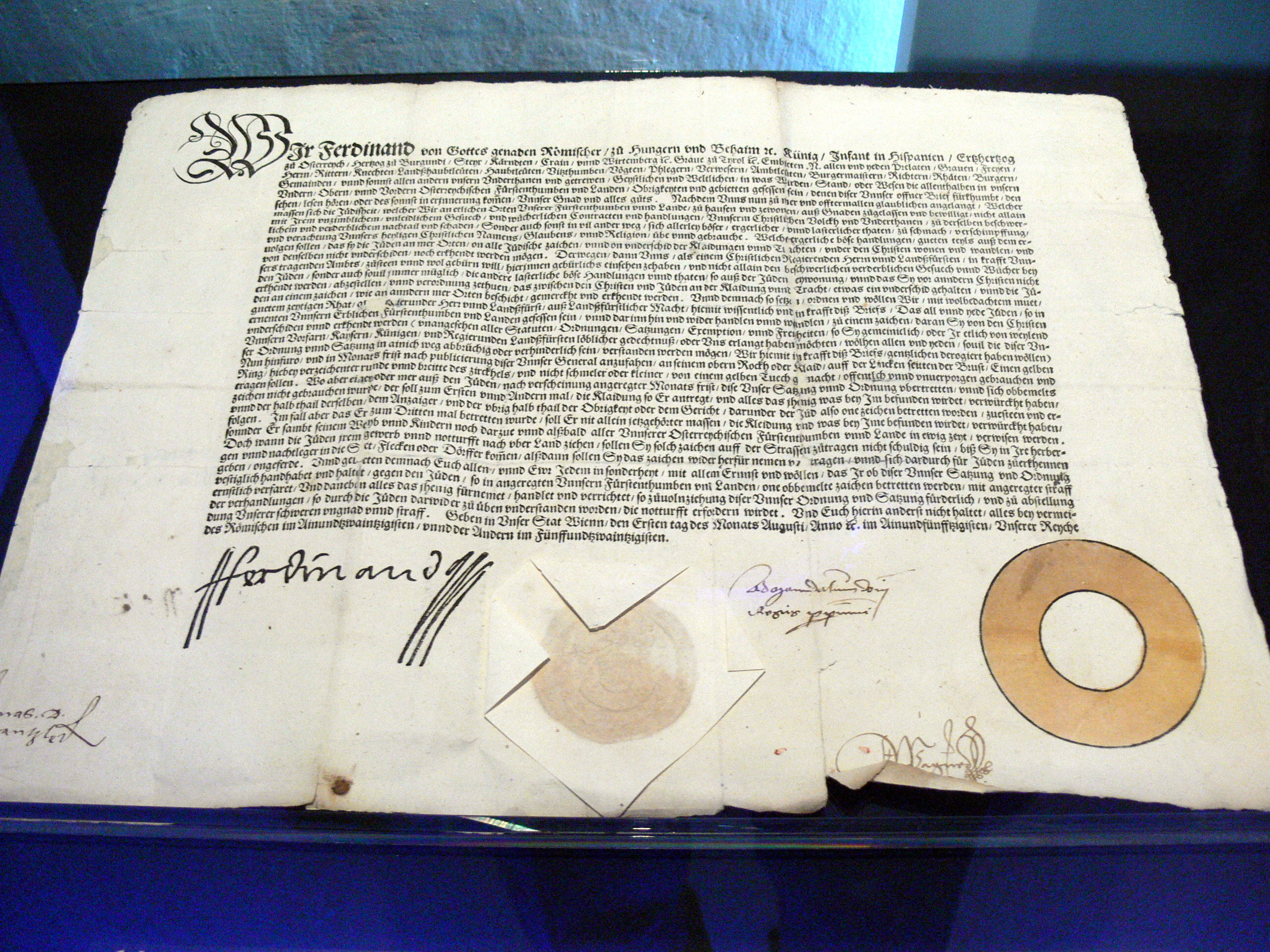
Judenpatent mit dem gelben Ring

- 1. August: Erzherzog Ferdinand I. erlässt das Judenpatent für die habsburgischen Erblande. Danach müssen alle jüdischen Männer, Frauen und Kinder einen gut sichtbaren gelben Ring an der Kleidung tragen.
- 5. Oktober: Die schmalkaldischen Fürsten schließen in Friedewald den Vertrag von Torgau mit Frankreich, der auf die Befreiung des Landgrafen Philipp von Hessen aus kaiserlichem Gewahrsam abzielt.
- 5. November: Die Belagerung der Stadt Magdeburg, die sich dem Augsburger Interim widersetzt hat, endet nach mehr als einem Jahr mit einem Friedensvertrag. Die Alte Neustadt ist während der Belagerung zerstört worden.
- Auf dem Reichstag zu Augsburg kann Kaiser Karl V. die Frage seiner Nachfolge nicht in seinem Sinne regeln. Spannungen in religiösen Angelegenheiten führen im Reich zum Fürstenaufstand.
- Göhrenz und Mühlehorn werden erstmals urkundlich erwähnt.
- Die Gemeinde Heerenveen wird gegründet.

#### Osmanisches Reich und Mittelmeerraum
- Tripolis gehört nach Eroberung durch Turgut Reis zum Osmanischen Reich.
- Osmanische Piraten unter Sinan Pascha und Turgut Reis überfallen von ihrem Stützpunkt in Djerba aus die maltesische Insel Gozo und führen beinahe die gesamte Einwohnerschaft in die Sklaverei. Die Hauptstadt Victoria bleibt auf Jahre hinaus unbesiedelt.

#### Asien

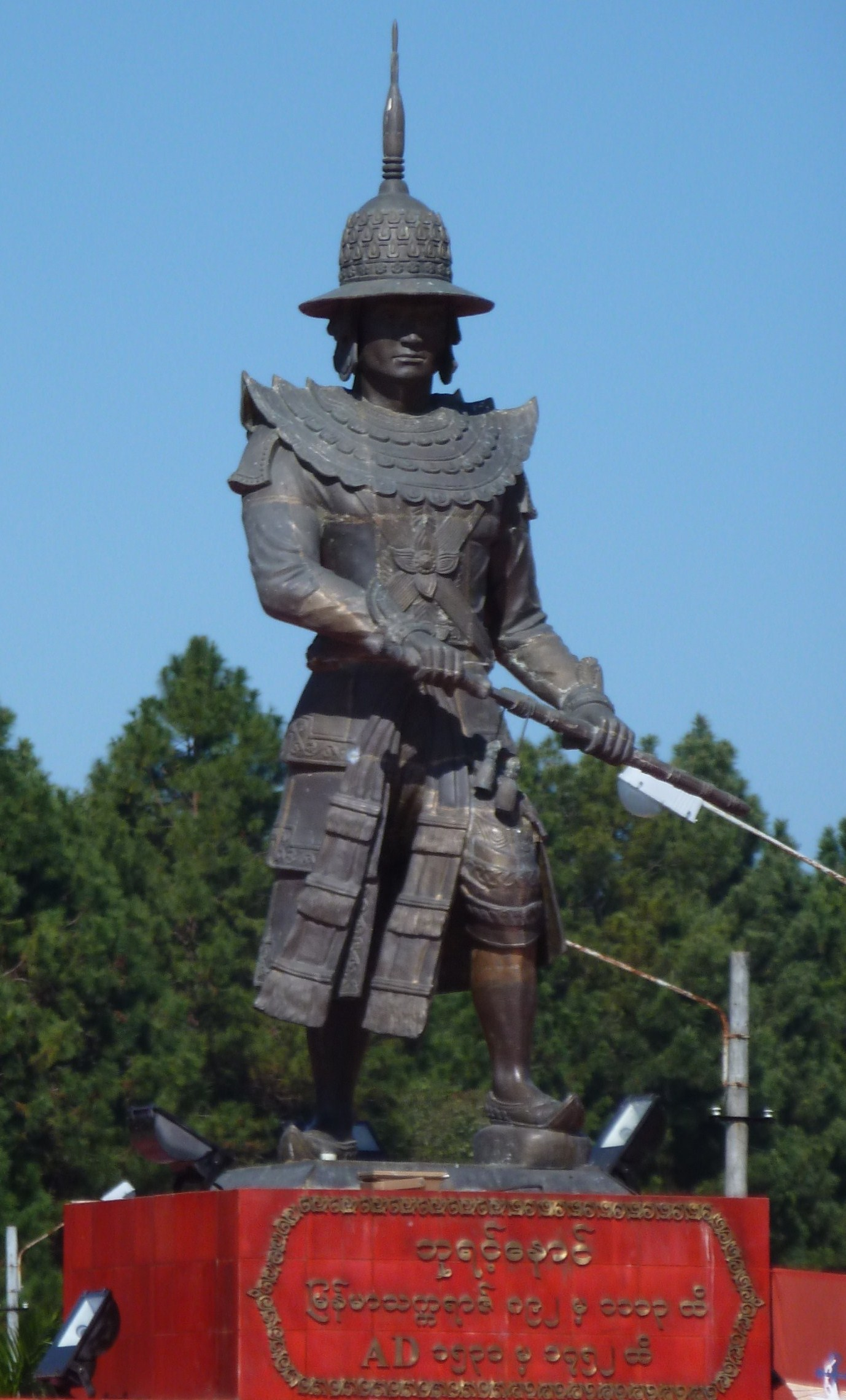
Statue von König Bayinnaung

- Der birmanische König Bayinnaung erobert Prome und setzt damit einen ersten Schritt zum Wiedererstarken des Königreichs Taungoo.

### Wirtschaft
- 14. Februar: Auf dem Reichstag zu Augsburg wird eine Reichsmünzordnung erlassen. Die vorherige Esslinger Reichsmünzordnung von 1524 wird völlig verändert. Das größte Nominal ist der Reichsgulden zu 72 Kreuzern, neben dem der sächsische Guldengroschen im Wert von 68 Kreuzern zugelassen ist. Die Augsburger Reichsmünzordnung von 1551 wird allerdings erst am 28. Juli verkündet und wird von den Reichsfürsten nicht angenommen, die nicht gewillt sind, zugunsten einer Zentralgewalt auf ihr Prägerecht zu verzichten. Außerdem wird erstmals seit 1505 wieder ein Gemeiner Pfennig eingehoben.

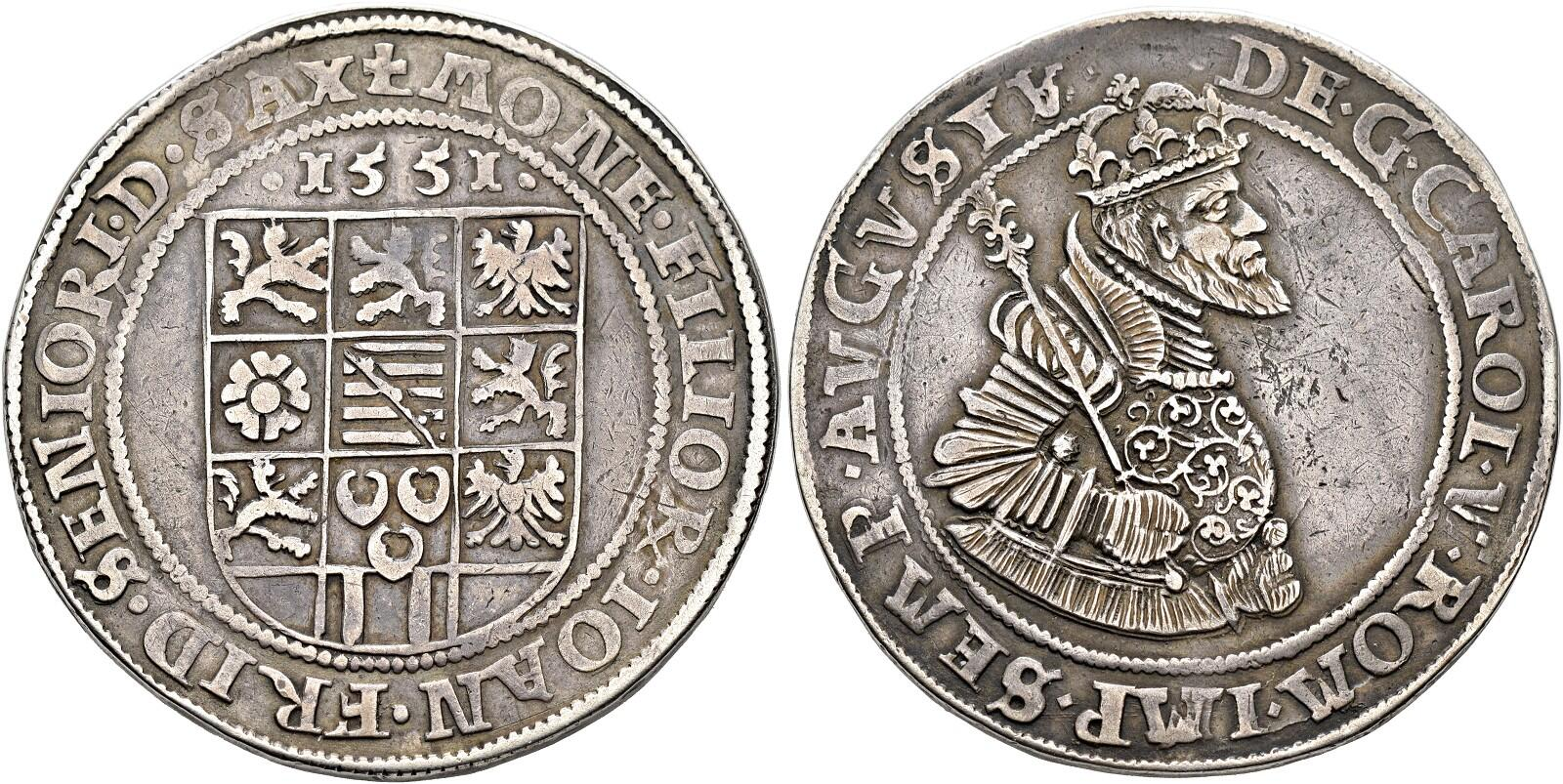
Taler der Söhne Johann Friedrichs des Großmütigen während seiner Gefangenschaft aus der Münzstätte Saalfeld. (Silber; Durchmesser 40 mm; 28,46 g)

- März: Der Taler der Söhne Johann Friedrichs des Großmütigen während seiner Gefangenschaft wird in der Münzstätte Salfeld im Herzogtum Sachsen geprägt. Er zeigt auf einer Seite das herzoglich-sächsische Gesamtwappen. Auf der Gegenseite ist statt der Bildnisse der Söhne Johann Friedrichs von Sachsen das Hüftbild Kaiser Karls V. zu sehen. Ein Kaiserbildnis auf Münzen der Wettiner ist in der sächsischen Münzgeschichte einmalig. Damit soll der Kaiser milder gestimmt werden, denn Johann Friedrich droht weiterhin der Vollzug der über ihn verhängten Todesstrafe.
- Der Veroneser Währungsraum löst sich endgültig auf.

### Wissenschaft und Technik

#### Naturwissenschaften
Erasmus Reinhold erstellt die Prutenicae Tabulae Coelestium Motuum, astronomische Tafeln zur Berechnung der Standorte von Sonne, Mond und den Planeten. Die Prutenischen Tafeln lösen die bisher verwendeten Alfonsinischen Tafeln ab, deren vorhergesagte Daten zunehmend von der Realität abwichen.
Der erste Teil von Conrad Gessners vierbändiger Historia animalium, Quadrupedes vivipares, erscheint. Bis 1558 beschreibt er in dem Werk auf 4500 Seiten alle um das Jahr 1550 bekannten Tier- und Pflanzenarten.

#### Universitäten
- 1. März: Das 1549 gegründete Collegium St. Hieronymi in Dillingen an der Donau wird durch Papst Julius III. zur Universität Dillingen erhoben.
- 12. Mai: Die Universität San Marcos in Lima wird als erste Universität in Südamerika gegründet.
- 21. September: Gründung der ersten Universität (UNAM) auf nordamerikanischem Boden in Mexiko-Stadt
- Die 1505 gegründete Hochschule in Sevilla wird vom Stadtrat zur Universität erhoben.

### Gesellschaft
- Die württembergische Herzogin Anna Maria von Brandenburg-Ansbach gründet die Hof-Apotheke in Stuttgart als Stiftung für die Armen, Kranken und Notleidenden in der Stadt. Sie befindet sich in ihrer Anfangszeit in Räumen des Alten Schlosses.

### Religion
- Im Moralkodex Stoglaw werden Fragen des russischen Zaren Iwan IV. an das gleichnamige Kirchenkonzil und dessen Antworten niedergelegt.
- Die Bibel erhält in Genf erstmals von dem Pariser Buchdrucker Robert Estienne ihre detaillierte Einteilung in Verse.
- Johannes Brenz verfasst im Auftrag des Herzogs Christoph von Württemberg die lutherische Confessio Virtembergica.

### Katastrophen
- In England bricht letztmals der Englische Schweiß aus. Aufgrund der unklaren Quellenlage könnte es sich aber auch um eine Pestepidemie handeln.

## Geboren

### Geburtsdatum gesichert
- 7. März: Wilhelm Friedrich Lutz, lutherischer Theologe und früher Kritiker der Hexenprozesse († 1597)
- 21. März: Maria Anna von Bayern, Erzherzogin von Innerösterreich-Steiermark († 1608)
- 30. März: Salomon Schweigger, deutscher evangelischer Prediger, Orientreisender und Koranübersetzer († 1622)
- 30. April: Jacopo da Empoli, italienischer Maler († 1640)
- 12. Mai: Kanō Sōshū, japanischer Maler († 1601)
- 17. Mai: Martin Anton Delrio, spanischer Jesuit und Hexentheoretiker († 1608)
- 17. Mai: Michael Tryller, kursächsischer Beamter († 1610)
- 28. August: Václav Budovec z Budova, böhmischer Politiker, Diplomat und Schriftsteller († 1621)
- 31. August: Lothar von Metternich, Kurfürst und Erzbischof von Trier († 1623)
- 17. September: Anna Erika von Waldeck, Äbtissin des Reichsstifts Gandersheim († 1611)

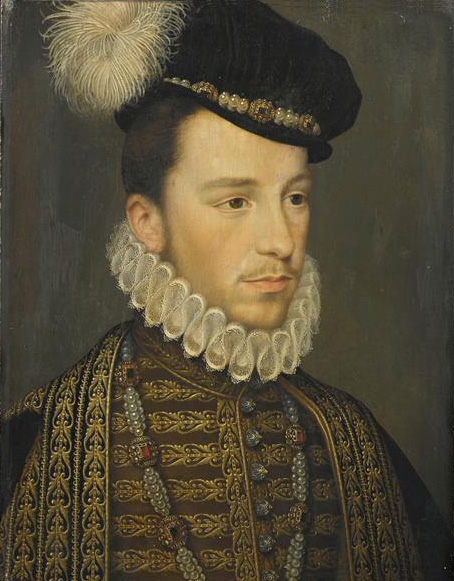
Heinrich III., 1570

- 19. September: Heinrich III., König von Polen, später König von Frankreich († 1589)
- 8. Oktober: Giulio Caccini, italienischer Komponist, Sänger, Gesangslehrer und Instrumentalist († 1618)
- 29. Oktober: Lazarus I. Henckel von Donnersmarck, Großhändler, Bankier und Bergbauunternehmer († 1624)
- 11. November: Giovanni I. Corner, Doge von Venedig († 1629)

### Genaues Geburtsdatum unbekannt
- Friedrich von Ahlefeldt, Erbherr auf Seestermühe, Seegaad, Kasseedorf und Arlewatt, Amtsrat von Aabenraa und Landrat von Holstein († 1607)
- Adrien d’Amboise, französischer Kaplan und Bischof von Tréguier († 1616)
- Abu 'l-Fazl ibn Mubarak, indischer Chronist und Historiograf († 1602)
- Charlotte de Beaune-Semblançay, comtesse de Sauve, französische Adelige, Mätresse des französischen Königs Heinrich IV. († 1617)
- Zbynko Berka von Duba und Leipa, böhmischer Kardinal und Erzbischof von Prag († 1606)
- Paul Jenisch, deutscher Pädagoge und lutherischer Theologe († 1612)
- Agnes von Mansfeld-Eisleben, die schöne Mansfelderin, Gräfin von Mansfeld und Ehefrau des ehemaligen Kölner Erzbischofs Gebhard I. von Waldburg († 1637)
- Fausto Veranzio, venezianischer Diplomat, Geistlicher, Universalgelehrter und Erfinder († 1617)
- Johannes Winckelmann, deutscher lutherischer Theologe († 1626)

### Geboren um 1551
- Timothy Bright, englischer Arzt und Landpfarrer, Entwickler eines Stenografiesystems († 1615)

## Gestorben

### Erstes Halbjahr
- 9. Januar: Konrad II. Hartmann, Abt des Zisterzienserklosters in Ebrach
- 30. Januar: Andrea Cornaro, italienischer Kardinal, Bischof von Brescia (* 1511)
- 4. Februar: Johann IV., Fürst von Anhalt-Zerbst (* 1504)
- 4. Februar: Thomas Venatorius, deutscher Mathematiker, evangelischer Theologe und Reformator (* um 1488)
- 1. März: Martin Bucer, deutscher Theologe der Reformation (* 1491)
- 3. März: Thomas Wentworth, 1. Baron Wentworth, englischer Politiker (* 1501)
- 9. März: Andreas Kritzmann, Büchsenmeister und bekannter Volksheld in Magdeburg (* um 1500?)
- 16. März: Georg I. von Hohenlohe-Waldenburg, regierender Graf von Hohenlohe (* 1488)
- 22. März: Ulrich X., Regent der Grafschaften Regenstein und Blankenburg (* 1499)
- 6. April: Joachim von Watt (Vadian), Schweizer Humanist und Reformator (* 1484)
- 8. April: Oda Nobuhide, japanischer Daimyō (* 1508/1511)
- 22. April: Christoph I., Graf von Ortenburg (* 1480)
- 8. Mai: Barbara Radziwiłł, Königin von Polen und Großfürstin von Litauen (* 1520)
- 17. Mai: Shin Saimdang, koreanische Malerin, Dichterin und Philosophin (* 1504)
- 18. Mai: Domenico Beccafumi, italienischer Maler (* 1486)
- 28. Mai: Johannes Aal, Schweizer Theologe, Komponist und Dramatiker (* 1500)
- 31. Mai: Bastiano da Sangallo, italienischer Maler und Architekt (* 1481)
- 24. Juni: Charles II. de Croÿ, französischer Adeliger (* 1522)

### Zweites Halbjahr
- 14. Juli: Henry Brandon, 2. Duke of Suffolk, englischer Adeliger (* 1535)
- 14. Juli: Charles Brandon, 3. Duke of Suffolk, englischer Adeliger (* um 1537)
- 21. Juli: Bartholomäus Bernhardi, deutscher lutherischer Theologe und Reformator (* 1487)

- 06. August: Henry Holbeach, Bischof von Rochester und Lincoln
- 08. August: Tomás de Berlanga, katholischer Bischof von Panama und Entdecker der Galápagos-Insel (* 1487)
- 10. August: Hieronymus Nopp, deutscher evangelischer Theologe und Reformator (* um 1495)
- 12. August: Charles Brandon, englisches Parlamentsmitglied (* um 1521)
- 12. August: Paul Speratus, deutscher Theologe, Reformator und Liederdichter (* 1484)
- 19. August: Albrecht III. von Hohenlohe-Neuenstein, regierender Graf aus dem Hause Hohenlohe (* 1478)
- 24. August: Nikolaus Medler, deutscher lutherischer Theologe und Reformator (* 1502)
- 25. August: Christoph Schappeler, Schweizer Bauernführer, reformierter Theologe und Reformator (* um 1472)
- 26. August: Margareta Eriksdotter Leijonhufvud, Königin von Schweden (* 1516)

- 04. September: Philipp I., Herzog von Braunschweig-Grubenhagen (* 1476)
- 22. September: François III. d’Orléans-Longueville, Pair und Großkammerherr von Frankreich, Herzog von Longueville (* 1535)
- 30. September: Ōuchi Yoshitaka, japanischer Kriegsherr (* 1507)

- 06. November: Tilemann Plathner, deutscher evangelischer Theologe und Reformator (* 1490)
- 15. Dezember: Rudolf Schenk zu Schweinsberg, Rat des Landgrafen von Hessen (* um 1490)

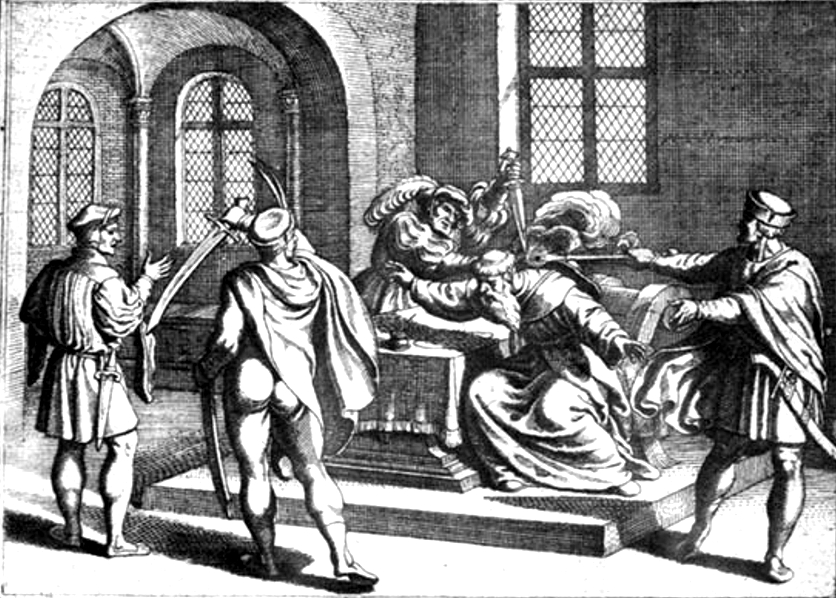
Die Ermordung des Kardinals George Martinuzzi, von Gefolgsleuten des kaiserlichen Generals Castaldo

- 17. Dezember: Georg Martinuzzi, kroatisch-ungarischer Kleriker und Staatsmann (* 1482)

### Genaues Todesdatum unbekannt
- Jehan Ango, normannischer Reeder und Geschäftsmann (* 1480 oder 1481)
- Sahib I. Giray, Khan von Kasan und Khan der Krim (* 1501)
- Heinrich Engelhard, Schweizer Jurist und reformierter Geistlicher